# TOUR TMN EXPO FINAL CRAZY 4 YOU
TOUR TMN EXPO FINAL CRAZY 4 YOU（ツアー・ティーエムエヌ・エキスポ・ファイナル・クレイジー・フォー・ユー）とは、日本の音楽ユニットTMNが1992年に行ったアリーナツアーである。
ステージ構成の中核に「Crazy For You」をおいており、それによってホールツアーから曲目に大きな変更がある。

## 公演日程・場所
- 1992年3月12日、13日 名古屋レインボーホール
- 3月17日、18日 国立代々木競技場第一体育館　※18日はアンコールゲストとしてX JAPANのYOSHIKIが登場。
- 4月2日、3日 大阪城ホール
- 4月11日、12日 横浜アリーナ
- 4月18日 沖縄コンベンションセンター

## 曲目
1. CRAZY FOR YOU I
2. JUST LIKE PARADISE
3. DON’T LET ME CRY
4. RHYTHM RED BEAT BLACK
5. JEAN WAS LONELY
6. PIANO SOLO
7. 月はピアノに誘われて
8. 永遠と名づけてディドリーム
9. HUMAN SYSTEM
10. さよならの準備
11. GIRLFRIEND
12. RAINBOW RAINBOW
13. TK DRUM SOLO
14. TRAIN KEPT A ROLLIN’
15. KICKSTART MY HEART
16. PARADISE CITY
17. CRAZY FOR YOU II
18. SELF CONTROL
19. THE POINT OF LOVERS’ NIGHT
20. LOVE TRAIN
21. GET WILD
22. WILD HEAVEN
23. CRAZY FOR YOU III
24. ELECTRIC PROPHET